# Metarbela naumanni
Metarbela naumanni is een vlinder uit de familie van de Metarbelidae. De wetenschappelijke naam van deze soort is voor het eerst gepubliceerd in 2005 door Wolfram Mey.
Deze soort komt voor in Namibië en Zuid-Afrika.